# مون جاي إن
مون جاي إن (ولد في 24 يناير 1953)، سياسيّ ومحامٍ كوريّ جنوبيّ والرئيس الثاني عشر والسابق لكوريا الجنوبية من عام 2017 إلى 2022. عمل سابقًا كسكرتير أول للشؤون المدنية وكذلك رئيس موظفي الرئيس الراحل روه مو هيون، وعضو الجمعية الوطنية التاسعة عشرة، وزعيم الحزب الديمقراطي الكوري.
وُلد مون لوالدين من اللاجئين الكوريين الشماليين، ونشأ فقيرًا في مدينة بوسان الساحلية الجنوبية. تميز في المدرسة ودرس القانون في جامعة كيونغ هي. أصبح محاميًا وشارك لاحقًا في نشاط حقوق الإنسان مع روه مو هيون. سُجن لتنظيم احتجاج على دستور يوشن.
اختير مون نتيجة لنشاطه في حقوق الإنسان، ليكون مدير حملة أستاذه الأقدم روه مو هيون في ترشيحه الرئاسي الناجح لعام 2002، وخدم تحت رئاسة روه في مناصب رسمية مختلفة. كان مون مرشحًا للحزب الديمقراطي المتحد في الانتخابات الرئاسية لعام 2012، والتي خسر فيها بفارق ضئيل أمام باك غن هي، إذ ساعدت خدمة الاستخبارات الوطنية باك في تلك الانتخابات.
انتُخب مون رئيسًا في عام 2017 كمرشح للحزب الديمقراطي بعد محاكمة باك غن هي وعزلها. جذب مون خلال رئاسته اهتمامًا دوليًا لاجتماعاته مع رئيس كوريا الشمالية كيم جونغ أون في قمم الكوريتين في أبريل ومايو وسبتمبر 2018، مما جعله ثالث رئيس كوري جنوبي يلتقي بنظيره الكوري الشمالي. التقى في 30 يونيو 2019 بكل من كيم ودونالد ترامب رئيس الولايات المتحدة، في المنطقة المنزوعة السلاح في كوريا.
فضّل مون إعادة التوحيد السلمي مع كوريا الشمالية. أيّد- فيما يتعلق بالسياسة الاقتصادية- إصلاح التشايبول (التكتلات)، ورفع الحد الأدنى للأجور بأكثر من 16%، وخفض الحد الأقصى لساعات العمل الأسبوعية من 68 إلى 52 ساعة. تلقى مون الثناء محليًا ودوليًا خلال جائحة كوفيد-19 في كوريا الجنوبية، كما ساعد حزبه على الفوز بانتصار تاريخي في الانتخابات التشريعية لعام 2020.

## النشأة والتعليم والخدمة العسكرية
وُلد مون جاي إن في جيوجي في كوريا الجنوبية في 24 يناير 1953، وقبل وقت قصير من نهاية الحرب الكورية، وكان الطفل الثاني والولد الأكبر من بين خمسة أطفال لوالده مون يونغ هيونغ ووالدته كانغ هان أوك.
لجأ والداه من مقاطعة هامغيونغ الجنوبية بكوريا الشمالية، اللذين فرّا من مدينتهم الأصلية هونغنام عند إجلاء هونغنام خلال الحرب الكورية. عمل والده، مون يونغ هيونغ، كرئيس لقسم الزراعة الذي خزن الطعام، وخاصة أرز المستعمرين الكوريين كأحد المهام الرئيسية في هونغنام، في هامجو في مقاطعة هامغيونغ الجنوبية.
استقرت عائلته في النهاية في بوسان. بدأ والده نشاطًا تجاريًا لبيع الجوارب لأنه لم يرغب في أن يصبح موظفًا حكوميًا كما كان في كوريا الشمالية، مما أوقع عائلته في ديون كبيرة. أصبحت والدته مصدر الدخل الرئيسي من خلال بيع الملابس الواردة من المنظمات الإغاثية وتأمين الفحم المضغوط. ارتبطت عائلة مون بالكنيسة الكاثوليكية عندما ذهبت والدته إلى الكاتدرائية المحلية للحصول على الحليب كامل الدسم.
صرح مون ذات مرة في مقابلة أنه لا يعرف كيف يركب الدراجة لأن عائلته كانت فقيرة جدًا، ولم تستطيع تحمل تكلفة دراجة أو رسوم دراسية شهرية في المدرسة.
التحق مون بمدرسة كيونغنام الثانوية وتفوق في فصله. قُبل لدراسة القانون في جامعة كيونغ هي بمنحة دراسية كاملة، حيث التقى بزوجته المستقبلية كيم جونغ سوك.
اعتُقل مون وأُدين وسُجن، وطُرد من الجامعة بعد تنظيم احتجاج طلابي ضد دستور يوشن. جُنّد لاحقًا في الجيش، وكُلّف في القوات الخاصة الكورية الجنوبية، حيث شارك في «عملية بول بنيان» خلال حادثة الفأس في بانمنجوم.
أثرت وفاة والده عليه ليقرر التقدم لامتحان المحاماة بعد تسريحه الشرفي. مكث في معبد دايهونغسا البوذي للدراسة للامتحان، واجتاز أول دورتين في عام 1979. عاد إلى الجامعة في عام 1980 لإكمال السنة المتبقية من دراسته. اجتاز المرحلة الثانية في وقت لاحق من ذلك العام، وقُبل في معهد البحوث والتدريب القضائي. تخرج من المعهد في المرتبة الثانية في فصله ولكن لم يُقبل كقاضٍ أو مدعٍ عام بسبب تاريخه في النشاط الطلابي ضد دكتاتورية يوشين تحت قيادة بارك تشونغ هي. اختار مون ممارسة المحاماة الخاصة بدلًا من ذلك.

## الانتخابات الرئاسية 2017

### الانتخابات التمهيدية والعامة
كان مون المرشح الأوفر حظًا للفوز بالانتخابات الرئاسية الكورية لعام 2017، في الدورة التاسعة عشرة لرئاسة البلاد، بعد مساءلة باك غن هي وإقالتها. كان من المفترض إجراء الانتخابات في ديسمبر 2017، لكنها أُخّرت إلى مايو 2017 لضمان إجراء الانتخابات في غضون 60 يومًا من إقالة باك، وفقًا لما ينصه الدستور.
فاز بترشيح الحزب الديمقراطي أمام زملائه أعضاء الحزب آهن هي جونغ ولي جاي ميونغ وتشوي سونغ بنسبة 57% من الأصوات.
أعلنت الانتخابات عن 15 مرشحًا، وواجه مون أربعة مرشحين آخرين من الأحزاب الرئيسية خلال الانتخابات، بمن فيهم منافسه الرئاسي لعام 2012 وزميله السابق في الحزب آهن تشول سو من حزب الشعب، وهونغ جون بيو من الحزب الوطني الكبير. انتُخب الرئيس التاسع عشر لكوريا الجنوبية في الانتخابات الرئاسية التاسعة عشرة في كوريا بأغلبية كبيرة تزيد عن اثنين.
فاز مون بالانتخابات بأغلبية 41.1% (من أصل 13.423.800 صوتًا على مستوى البلاد) في 10 مايو 2017. نُصّب مون في اليوم التالي للانتخابات، إذ لم يكن هناك فترة انتقالية للإدارات السابقة والتي تبلغ 60 يومًا، نظرًا لانتخابه في انتخابات خاصة.

### مواقف الحملة من السياسة الداخلية

#### السياسة الاقتصادية
تضمنت حملة مون عام 2017 وعودًا بوضع حوافز مالية بقيمة 10 تريليون وون (8.9 مليار دولار) لدعم خلق فرص العمل ودعم الشركات الناشئة والشركات الصغيرة والمتوسطة. تمثل هدفها المعلن في خلق 810 آلاف وظيفة في القطاع العام من خلال زيادة الضرائب على الأثرياء.
شملت سياسة مون ضد فساد الشركات، وتحديدًا فيما يتعلق بالتكتلات الكورية المعروفة باسم «تشايبول»، إعطاء «الأقليات من حملة الأسهم المزيد من السلطة في انتخاب أعضاء مجالس إدارة» الشركات.

#### الشفافية
وعد مون بالشفافية في رئاسته، ونقل المقر الرئاسي من البيت الأزرق الفخم والمعزول إلى مجمع حكومي قائم في وسط مدينة سيول.

#### مسائل اجتماعية
صرح مون برفضه للمثلية الجنسية في مناظرة رئاسية متلفزة، ردًا على تصريحات المرشح المحافظ هونغ جون بيو بأن الجنود المثليين مصدر ضعف في الجيش الكوري الجنوبي. أثارت ملاحظة مون انتقادات فورية خلال المناظرة، من قبل سيم سانغ يانغ، المرشحة الرئاسية الوحيدة التي دعمت حقوق مجتمع الميم والعضوة في حزب العدالة اليساري. كما أثار تعليق المحافظين غضب ناشطي حقوق المثليين، آخذين في عين الاعتبار تمثيل مون كمرشح ليبرالي رائد ومحامي سابق في مجال حقوق الإنسان. رفض بعض أنصار مون التعليقات باعتبارها ضرورة للفوز، إذ يميل الكوريون الجنوبيون إلى التحفظ في القضايا الاجتماعية. أوضح مون لاحقًا تعليقاته التي تشير إلى اعتقاده بوجوب إلغاء التمييز على أساس التوجه الجنسي، لكنه عارض تقنين زواج المثليين.

### مواقف الحملة على السياسة الخارجية
فضّل مون إعادة التوحيد السلمي بين الكوريتين. تعرض لانتقادات واسعة- وتلقى كذلك إشادات كبيرة- لتعليقاته التي وضحت أن زيارته الأولى بعد انتخابه رئيسًا ستكون إلى كوريا الشمالية، ولن تختلف عن زيارة روه مو هيون للبلاد في عام 2007. تعدّ سياسة مون الخارجية تجاه كوريا الشمالية متوافقة بشكل وثيق مع سياسة الشمس المشرقة التي تبناها الرئيسان الليبراليان السابقان كيم داي جنغ وروه مو هيون.
دعمت حملته الرئاسية لعام 2017 إعادة افتتاح منطقة كايسونغ الصناعية.
ينعكس موقف مون الليبرالي نسبيًا في السياسة الخارجية كما ورد في إحدى الكتب: «أؤيد الولايات المتحدة، لكن يتوخى على كوريا الجنوبية الآن أن تتبنى الدبلوماسية التي يمكنها من خلالها مناقشة أي طلب أمريكي وحتى الرفض بوجه الأمريكيين». يعارض إعادة توازن التحالف الأمني مع الولايات المتحدة، لكنه صرح أيضًا أنه يود أن تكون كوريا الجنوبية «قادرة على تولي زمام المبادرة في مسائل شبه الجزيرة الكورية». عاد مون مرة أخرى ليصرح بأنه يعتبر أمريكا «صديقة» لدورها في مساعدة كوريا الجنوبية على تجنب الشيوعية والمساهمة في نموها الاقتصادي.

## النشأة
ولد في جيوجي  بكوريا الجنوبية، مون هو الابن البكر لمون يونغ هيونغ الأب وهان كانغ أوك الأم من بين خمسة أطفال. كان والده لاجئاً فر من من مدينته هامهونغ في مقاطعة هامغيونغ الجنوبية (حاليا في كوريا الشمالية) وذلك خلال تراجع هامهونغ. استقر والده في جوجي واشتغل عاملا في معسكر جيوجي لأسرى الحرب.

## وصلات خارجية
- مون جاي إن على موقع IMDb (الإنجليزية)
- مون جاي إن على موقع الموسوعة البريطانية (الإنجليزية)
- مون جاي إن على موقع مونزينجر (الألمانية)
- مون جاي إن على موقع قاعدة بيانات الفيلم (الإنجليزية)
- مون جاي إن على موقع كينوبويسك (الروسية)
- مون جاي إن على موقع أوليمبيديا (الإنجليزية)
- (بالكورية) مون جيه إن